# Shiny Toy Guns
A Shiny Toy Guns egy 2002-ben alakult amerikai rock együttes Los Angelesből.

## Története
Az együttest Jeremy Dawson és Gregori Chad Petree alapította 2002-ben. A két alapító tag együtt nőtt fel az oklahomai Shawnee városában és már korábban is dolgoztak együtt a Cloud2Ground-ban és a Slyder-ben. Carah Faye Charnow (vokál) és Mikey Martin (dob) 2004-ben csatlakoztak az együtteshez.
A csapat hamar népszerűségre tett szert Kaliforniában és a MySpace weboldalán. 2005-ben függetlenül jelent meg első albumuk a We Are Pilots. Amerikai turnéik során számos stúdió érdeklődött zenéjük iránt. 2005 novemberében elkészült a We Are Pilots albumuk második verziója. 2006 júniusában az Universal Records-szal kötöttek lemezszerződést.
A We Are Pilots albumuk harmadik verziója 2006. október 17-én jelent meg.

## Tagok
- Gregori Chad Petree – gitár, vokál
- Carah Faye Charnow – vokál
- Jeremy Dawson – szintetizátor, basszus
- Mikey Martin – dob

## Diszkográfia
| Stúdióalbumok és EP-k - 2005 – We Are Pilots (v1) (CD) - 2005 – We Are Pilots (v2) (CD) - 2006 – We Are Pilots (v3) (CD) |

## Tények és érdekességek
- Az együttes "Le Disko" című száma szerepel a The L Word című sorozat negyedik évadjának első részében, és a Burnout: Dominator videójátékban.
- Az együttes „You Are The One” című száma szerepel a FIFA 07 videójátékban.
- Az együttes "Starts With One" című száma szerepel a Kraked 7 nevű biciklizmust terjesztő filmben.
- A "Ricochet!" című szám szerepel a 2008-as Knight Rider című sorozat Knight to King's Pawn című részében.

## Külső hivatkozások
- Hivatalos honlap Archiválva 2011. július 20-i dátummal a Wayback Machine-ben
- a Shiny Toy Guns a MySpace oldalain